# Xe législature de la république démocratique de Sao Tomé-et-Principe
- ADI (33)
- MLSTP-PSD (16)
- PCD (5)
- Aucun groupe (UDD, 1)

- ADI (33)
- MLSTP-PSD (13)
- PCD (5)
- Aucun groupe (MCISTP, 3)
- Aucun groupe (MDFM-UDD, 1)

Composition de l'Assemblée nationale en 2014 :

Composition de l'Assemblée nationale en 2018 :

La Xe législature de la république démocratique de Sao Tomé-et-Principe est un cycle parlementaire qui s'ouvre le 22 novembre 2014 à la suite des élections législatives de la même année, pour s'achever le 22 novembre 2018.
Le parti du président Evaristo Carvalho, Action démocratique indépendante, détient la majorité à l'Assemblée nationale, dont José da Graça Diogo est le président.

## Liste des députés
Les frères António et Domingos Monteiro et Beatriz Azevedo quittent le Mouvement pour la libération de Sao Tomé-et-Principe – Parti social-démocrate (MLSTP-PSD) en mai 2018. Ils fondent par la suite le Mouvement des citoyens indépendants – Parti socialiste (MCISTP).
| Élu                                     | Parti           | Parti     | Commission          |
| --------------------------------------- | --------------- | --------- | ------------------- |
| Felisberto Afonso                       |                 | MDFM-UDD  |                     |
| Joaquim Afonso                          |                 | ADI       | 5e                  |
| Nenésio Afonso                          | 2e              | ADI       |                     |
| Salcedas d'Alva Teixeria B. Cheida      |                 | ADI       |                     |
| Jorge Amado                             |                 | MLSTP-PSD | Permanente, 1re     |
| José António                            |                 | ADI       | 2e                  |
| Brito Vaz d'Assunção do Esperito Santo  | 2e              | ADI       |                     |
| Beatriz Azevedo                         |                 | MCISTP    | 2e, 5e              |
| Arlindo Barbosa                         |                 | MLSTP-PSD | Permanente, 1re, 4e |
| Gabriel Barbosa                         |                 | ADI       | 2e                  |
| António Barros                          | 1re             | ADI       |                     |
| Adolfo Borjas                           |                 | ADI       |                     |
| José Carlos                             | 3e              | ADI       |                     |
| Evaristo Carvalho                       | Permanente, 1re | ADI       |                     |
| Egrinaldino de Carvalho Viegas de Ceita | 5e              | ADI       |                     |
| Bilaine Ceita                           | 5e              | ADI       |                     |
| Carlos Correia                          | 3e              | ADI       |                     |
| José Costa Alegre                       | 4e              | ADI       |                     |
| Danilson Cotú                           |                 | PCD       | Permanente, 4e, 5e  |
| Aérton Crisóstomo                       |                 | MLSTP-PSD | 2e, 3e              |
| Jorge Dias Correia                      |                 | PCD       | 3e                  |
| Martinho Domingos                       |                 | ADI       | Permanente, 2e      |
| Dionísio Fernandes Leopoldino           |                 | MLSTP-PSD | 2                   |
| Mário Fernando                          |                 | ADI       | 3e                  |
| Mohamed da Glória                       |                 | MLSTP-PSD | 2e, 4e              |
| Ismael da Glória do Espiríto Santo      |                 | ADI       | 1re                 |
| Vasco Guiva                             |                 | MLSTP-PSD | 1re, 4e             |
| Vasco Gonçalves Guiva                   | Permanente, 3e  | MLSTP-PSD |                     |
| Manuel da Graça                         |                 | ADI       |                     |
| José da Graça Diogo                     | Permanente      | ADI       |                     |
| Pedro Jorge                             | 2e              | ADI       |                     |
| Marçal Lima                             |                 | MLSTP-PSD | Permanente, 1re     |
| Adilson Managem                         |                 | ADI       | 3e                  |
| Flávio Mascarenhas                      | 4e              | ADI       |                     |
| Xavier Mendes                           |                 | PCD       | 1re, 2e             |
| Ivo Mendoça da Costa                    |                 | ADI       | 3e                  |
| António Monteiro                        |                 | MCISTP    | 1re, 2e             |
| Domingos Monteiro                       | 4e, 5e          | MCISTP    |                     |
| Silvestre Moreno Mendes                 |                 | MLSTP-PSD | 4e                  |
| Levy Nazaré                             |                 | ADI       | Permanente, 1re     |
| Maria das Neves                         |                 | MLSTP-PSD | Permanente, 3e, 4e  |
| Delfim Neves                            |                 | PCD       | 1re                 |
| Abnildo d'Oliveira                      |                 | ADI       | Permanente, 4e      |
| Ossaquio Perpetua Rioa                  | Permanente, 5e  | ADI       |                     |
| Ângela Pinheiro                         | Permanente, 4e  | ADI       |                     |
| Sebastião Pinheiro                      | 4e              | ADI       |                     |
| Filomena dos Prazeres                   |                 | PCD       | 5e                  |
| Idalécio Quaresma                       |                 | ADI       | Permanente, 1re     |
| Arlindo Quaresma dos Santos             | 2               | ADI       |                     |
| Alda Ramos                              | Permanente, 1re | ADI       |                     |
| Ana Rita                                |                 | MLSTP-PSD | 5e                  |
| Celmira Sacramento                      |                 | ADI       | 4e                  |
| Osvaldo Vaz                             |                 | MLSTP-PSD | Permanente, 4e      |
| Wilder dos Santos                       |                 | ADI       |                     |
| Berlindo Silvério                       | Permanente, 1re | ADI       |                     |
| Jorge Sousa Pontes                      | Permanente, 5e  | ADI       |                     |
| Carmelita Taveira                       |                 | MLSTP-PSD |                     |
| Domingos José da Trindade Boa Morte     |                 |           |                     |
| Deolindo Luís da Trindade da Mata       |                 | MLSTP-PSD | 4e, 5e              |
| José Viegas                             |                 | MLSTP-PSD |                     |

## Composition du bureau
- Président : José da Graça Diogo : président[5]
- Vice-présidents : Levy Nazaré et Maria das Neves
- Secrétaire général : Domingos José da Trindade Boa Morte[6]
- Secrétaire permanente : Celmira Sacramento
- Secrétaire : Nenésio Afonso et Aerton Crisóstomo
- Vice-secrétaire : Sebastião Pinheiro et Mohamed da Glória
- Président du groupe ADI : Idalécio Quaresma
  - Vice-président : Abnildo Oliveira
- Président du groupe MLSTP-PSD : Jorge Amado
- Président du groupe PCD : Danilson Cotú

## Commissions

### Commission permanente
| Élu                                | Parti          | Parti     | Rôle            |
| ---------------------------------- | -------------- | --------- | --------------- |
| José da Graça Diogo                |                | ADI       | Président       |
| Levy Nazaré                        | Vice-président | ADI       |                 |
| Maria das Neves                    |                | MLSTP-PSD | Vice-présidente |
| Evaristo Carvalho                  |                | ADI       | Membre          |
| Alda Quaresma d'Assunção dos Ramos |                | ADI       | Membre          |
| Ângela Pinheiro                    |                | ADI       | Membre          |
| Idalécio Quaresma                  |                | ADI       | Membre          |
| Abnildo Oliveira                   |                | ADI       | Membre          |
| Berlindo Silvério                  |                | ADI       | Membre          |
| Martinho Domingos                  |                | ADI       | Membre          |
| Jorge Amado                        |                | MLSTP-PSD | Membre          |
| Vasco Guiva                        |                | MLSTP-PSD | Membre          |
| Osvaldo Vaz                        |                | MLSTP-PSD | Membre          |
| Marçal Lima                        |                | MLSTP-PSD | Membre          |
| Danilson Cotú                      |                | PCD       | Membre          |

### Première commission
La première commission est chargée des Affaires politiques, juridiques, constitutionnelles, des Droits de l'homme, du Genre, de la Communication sociale et des Affaires intérieures.
| Élu                                | Parti          | Parti     | Rôle      |
| ---------------------------------- | -------------- | --------- | --------- |
| Evaristo Carvalho                  |                | ADI       | Président |
| Idalécio Quaresma                  | Vice-président | ADI       |           |
| Alda Ramos                         | Secrétaire     | ADI       |           |
| Levy Nazaré                        | Membre         | ADI       |           |
| Ismael da Glória do Esperíto Santo | Membre         | ADI       |           |
| Marçal Lima                        | Membre         |           | MLSTP-PSD |
| Vasco Guiva                        | Membre         |           | MLSTP-PSD |
| António Monteiro                   | Membre         |           | MCISTP    |
| Delfim Neves                       | Membre         |           | PCD       |
| Berlindo Silvério                  |                | ADI       | Suppléant |
| António Barros                     |                | ADI       | Suppléant |
| Arlindo Barbosa                    |                | MLSTP-PSD | Suppléant |
| Jorge Amado                        |                | MLSTP-PSD | Suppléant |
| Xavier Mendès                      |                | PCD       | Suppléant |

### Deuxième commission
La deuxième commission est chargée des Relations extérieures, des Communautés, de la Défense et de la Mer.
| Élu                                    | Parti          | Parti     | Rôle      |
| -------------------------------------- | -------------- | --------- | --------- |
| Martinho Domingos                      |                | ADI       | Président |
| José António                           | Vice-président | ADI       |           |
| Pedro Jorge                            | Secrétaire     | ADI       |           |
| Arlindo Quaresma dos Santos            | Membre         | ADI       |           |
| António Monteiro                       | Membre         |           | MCISTP    |
| Brito Vaz d'Assunção do Espirito Santo | Membre         |           | MLSTP-PSD |
| Beatriz Azevedo                        | Membre         |           | MCISTP    |
| Xavier Mendes                          | Membre         |           | PCD       |
| Gabriel Barbosa                        |                | ADI       | Suppléant |
| Aérton Crisóstomo                      |                | MLSTP-PSD | Suppléant |
| Dionísio Fernandes Leopoldino          |                | MLSTP-PSD | Suppléant |
| Mohamed da Glória                      |                | MLSTP-PSD | Suppléant |

### Troisième commission
La troisième commission est chargée du Budget, des Finances et de l'Administration publique.
Son président Vasco Guiva est suspendu par les instances nationales du MLSTP-PSD le 3 mai 2018. Aerton do Rosário est proposé pour lui succéder.
| Élu                  | Parti          | Parti     | Rôle      |
| -------------------- | -------------- | --------- | --------- |
| Vasco Guiva          |                | MLSTP-PSD | Président |
| Maria das Neves      | Vice-président | MLSTP-PSD |           |
| Aerton Crisóstomo    | Secrétaire     | MLSTP-PSD |           |
| Adilson Managem      |                | ADI       | Membre    |
| Carlos Correia       |                | ADI       | Membre    |
| Mário Fernando       |                | ADI       | Membre    |
| José Carlos          |                | ADI       | Membre    |
| Ivo Mendoça da Costa |                | ADI       | Membre    |
| Jorge Dias Correia   |                | PCD       | Membre    |

### Quatrième commission
La quatrième commission est chargée des Affaires économiques, de la Coopération internationale, des Infrastructures, des Ressources naturelles, de l'Environnement, de l'Agriculture et du Développement rural.
| Élu                               | Parti          | Parti     | Rôle      |
| --------------------------------- | -------------- | --------- | --------- |
| Abnildo d'Oliveira                |                | ADI       | Président |
| José Costa Alegre                 | Vice-président | ADI       |           |
| Sebastião Pinheiro                | Secrétaire     | ADI       |           |
| Silvestre Moreno Mendes           | Membre         | ADI       |           |
| Celmira Sacramento                | Membre         | ADI       |           |
| Osvaldo Vaz                       | Membre         |           | MLSTP-PSD |
| Dionísio Fernandes Leopoldino     | Membre         |           | MLSTP-PSD |
| Deolindo Luís da Trindade da Mata | Membre         |           | MLSTP-PSD |
| Danilson Cotú                     | Membre         |           | PCD       |
| Flávio Mascarenhas                |                | ADI       | Suppléant |
| Maria das Neves                   |                | MLSTP-PSD | Suppléant |
| Domingos Monteiro                 |                | MCISTP    | Suppléant |
| Vasco Guiva                       |                | MLSTP-PSD | Suppléant |

### Cinquième commission
La cinquième commission est chargée de l'Éducation, de la Science, de la Culture, de la Santé, de l'Emploi, des Affaires sociales, de la Jeunesse et du Sport.
| Élu                                     | Parti           | Parti     | Rôle      |
| --------------------------------------- | --------------- | --------- | --------- |
| Arlindo Barbosa                         |                 | MLSTP-PSD | Président |
| Ana Rita                                | Vice-présidente | MLSTP-PSD |           |
| Mohamed da Glória                       | Secrétaire      | MLSTP-PSD |           |
| Ângela Pinheiro                         |                 | ADI       | Membre    |
| Bilaine Ceita                           |                 | ADI       | Membre    |
| Egrinaldino de Carvalho Viegas de Ceita |                 | ADI       | Membre    |
| Joaquim Afonso                          |                 | ADI       | Membre    |
| Ossaquio Perpetua Rioa                  |                 | ADI       | Membre    |
| Filomena dos Prazeres                   |                 | PCD       | Membre    |
| Jorge Amado                             |                 | ADI       | Suppléant |
| Beatriz Azevedo                         |                 | MCISTP    | Suppléant |
| Deolindo Luís da Trindade da Mata       |                 | MLSTP-PSD | Suppléant |
| Domingos Monteiro                       |                 | MLSTP-PSD | Suppléant |
| Danilson Cotú                           |                 | PCD       | Suppléant |

## Parité femmes-hommes
Avec dix femmes élues députées sur 55, la proportion de femmes dans l'Assemblée nationale santoméenne est de 18,18 %.